# Huszonegy
A huszonegy egy kártyajáték, melyet 52 lapos francia kártyával játszanak dzsókerek nélkül. Blackjack néven is ismert.
A játék célja, hogy a játékos lapjai összértéke minél közelebb legyen a huszonegyhez, de azt ne lépje túl.

## A lapok pontértékei
A lapok pontértékei 1 és 11 közöttiek lehetnek. A lapok színének a játékban nincs jelentősége.
| Lap                    | Értéke                   | Megjegyzés |
| ---------------------- | ------------------------ | --- |
| Ász                    | 1 vagy 11                | Az Ász értéke attól függ, hogy az adott helyzetben melyik az előnyösebb. Két Ász esetén az egyik értéke 1, a másiké 11. Több Ász használata esetén is hasonlóan lehet az értékét megválasztani. Általában akkor tekintendő az Ász értéke 1-nek, ha a lapok összértéke az Ász 11-es értékével számolva meghaladná a 21-et. Az osztó azonban az Ász értékét nem tekintheti 1-nek, ha a lapok összértéke az Ász 11-es értékével számolva 17 és 21 közötti összértéket ad. Csak akkor tekintheti 1-nek, ha a lapok összértéke az Ász 11-es értékével számolva meghaladná a 21-et. |
| Király, Dáma, Bubi     | 10                       | Mindegyik „figurás” lap értéke 10. |
| Számozott lapok (2–10) | A lapon lévő szám értéke | Értéke 2 és 10 közötti lehet. |

Példák
| Lapok      | Értékek összeadása | Összérték | Megjegyzés                                           |
| ---------- | ------------------ | --------- | ---------------------------------------------------- |
| A, 10      | 11 + 10            | 21        | Blackjack                                            |
| A, Q       | 11 + 10            | 21        | Blackjack                                            |
| A, 6       | 11 + 6             | 17        | Ebben az esetben az Ász értéke 11.                   |
| A, 3, 8, 6 | 01 + 3 + 8 + 6     | 18        | Ebben az esetben az Ász értéke 1.                    |
| A, 4, 3, A | 11 + 4 + 3 + 1     | 19        | Ebben az esetben az egyik Ász értéke 1, a másiké 11. |
| K, 3, 7    | 10 + 3 + 7         | 20        |                                                      |

Blackjack = 2 lap együttese, ahol az összérték 21 (például A, J)

## A játék menete

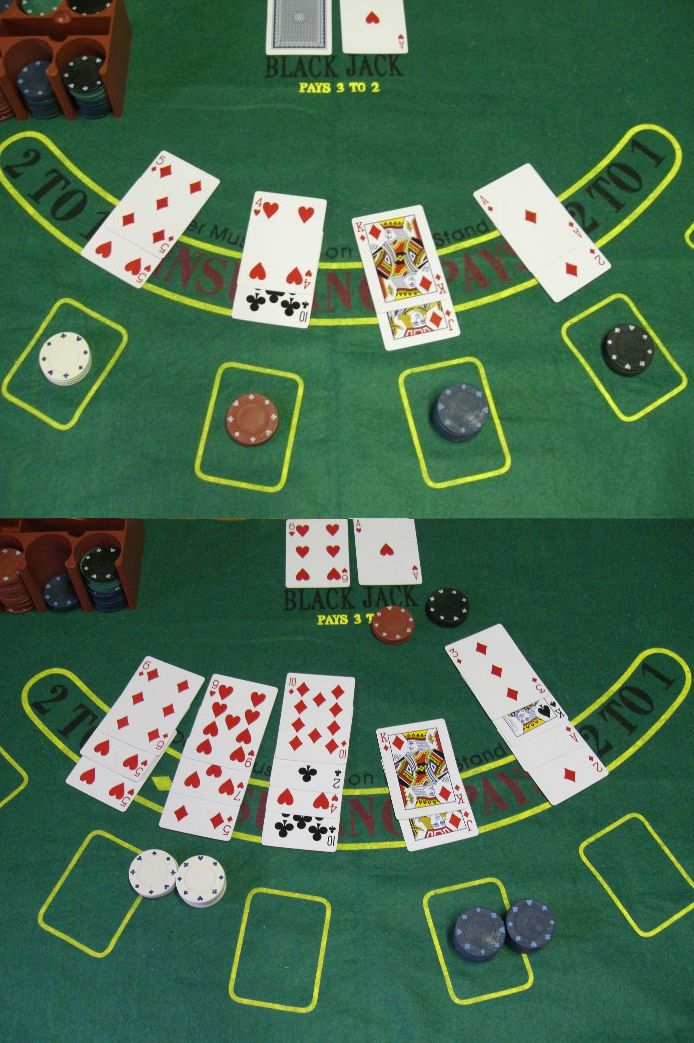
A huszonegy játék. A kép felső részén a játék kezdete utáni állás látható, amikor a játékosoknak 2-2 lapjuk van és a tétjüket megtették, valamint az osztónak az egyik lapja felfelé, a másik lapja lefelé néz. A kép alsó részén a játék vége látható.

A játékot legalább két játékos játssza, amelyből az egyik az osztó. Több játékos esetén a játékosok csak az osztó ellen játszanak, egymás ellen nem.
Kaszinókban a bank az osztó.

### Tét
A játékot meghatározott tétre játsszák. A játékosnak az osztás előtt meg kell tenni a tétet. Ha a játékos elveszti a játékot, akkor elveszíti a megtett tétet. Ha a játékos nyer, akkor a megtett tétet – speciális esetek kivételével – 2:1 arányban kapja vissza. Blackjack tétrakási stratégiák hada áll a játékosok rendelkezésére, a nyerési esélyeik növelésének érdekében.

### Osztás
Az osztó a játékosnak oszt egy lapot, a színével felfelé, majd egyet saját magának is, szintén a színével felfelé. Ezután ismét oszt a játékosnak egy újabb lapot a színével felfelé, valamint saját magának is, de ezt már színével lefelé. Ezt a lapot a játékos nem láthatja.

### Lapkérés
A játékos az osztást követően lapot kérhet (Hit), megállhat (Stand), illetve speciális döntéseket hozhat (Double, Split, Surrender). A játékosnak be kell fejeznie a játékot, az osztó csak ezután kérhet magának lapot. Több játékos esetén mindig csak az egyik játékos játszik, és ha befejezte a játékot, akkor a következő játékos következik.
Ha a játékos megállt, valamint több játékos esetén az utolsó játékos is befejezte a játékot, akkor kezdhet az osztó saját magának lapot osztani. Az osztónak 16-nál kötelezően lapot kell kérnie, és 17-nél már kötelezően meg kell állnia.
Az osztó az Ász értékét nem tekintheti 1-nek, ha a lapok összértéke az Ász 11-es értékével számolva 17 és 21 közötti. Csak akkor tekintheti 1-nek, ha a lapok összértéke az Ász 11-es értékével számolva meghaladná a 21-et.

### A játék végeredménye
- Ha a játékos lapjainak összértéke közelebb van a 21-hez, mint az osztóé, akkor a játékos a tétet 2:1 arányban kapja meg.
- Ha az osztó lapjainak összértéke közelebb van a 21-hez, mint a játékosé, akkor a játékos elvesztette a tétet.
- Ha a játékos és az osztó lapjainak összértéke egyforma, akkor az állás döntetlen (Push), a megtett tétet visszakapja a játékos.
- Ha a játékos lapjainak összértéke a játék során a 21-et meghaladja (Bust), akkor a játékos elvesztette a tétet, az osztó későbbi eredményétől függetlenül.
- Ha az osztó lapjainak összértéke a játék során a 21-et meghaladja (Bust), akkor a játékos a tétet 2:1 arányban kapja meg.
- Ha a játékos az első két lapjának összértéke pontosan 21 (Blackjack), és az osztó nem Blackjack-et ért el, akkor a játékos a megtett tétet 3:1 arányban kapja meg.

## Kifejezések

### Hit
Ez a lapkérésre használt kifejezés. A játékos tetszőleges számú lapot kérhet mindaddig, amíg a lapjainak összértéke meg nem haladja a 21-et.

### Stand/Stay
A megállásra használt kifejezés. A játékos ekkor nem kér több lapot, mert úgy ítéli meg, hogy megfelelő lapjai vannak a játék megnyerésére.

### Double
Ha a játékos úgy ítéli meg, hogy az első két lapja elég erős ahhoz, hogy egy harmadik lappal megnyerje a játékot, akkor a Double bemondásával a tétet duplázza. A játékos a Double bemondása után már csak egy lapot kap, további lapot nem kérhet.

### Split
Ha a játékos első két lapja egy párt alkot (például 5–5 vagy Q–Q), akkor ezt kettéoszthatja, ezzel két „kezet” hoz létre, valamint mindkettőre azonos tétet tehet meg, azaz a tét duplázódik. Mindkét lapra külön leosztás szerint kérhet lapot.
Példa
A játékos első két lapja 5–5. A játékos Split-et mond:
- 1. leosztás: 5, 7, 9 – az összérték 21.
- 2. leosztás: 5, Q, 8 – az összérték 23 (Bust)

### Insurance
Ha az osztó színével felfelé látszó lapja Ász, akkor a játékos ezzel a bemondással „biztosítást” köthet. A tét legfeljebb az eredeti tét másfélszerese lehet. Ha az osztó másik kártyájának értéke 10 (10-es, Bubi, Dáma vagy Király), akkor a játékos a tétet 2:1 arányban kapja vissza. Ha az osztó másik kártyájának értéke a 10-estől eltérő, akkor az osztó nyer.

### Surrender
A játékos által, a játék feladására használt kifejezés. Ha a játékosnak csak az osztás utáni két lapja van még meg és úgy ítéli meg, hogy a játékot nem tudja megnyerni, akkor ezzel a bemondással feladhatja a játékot, és a tétje felét elveszti, a másik felét visszakapja.

### Bust
Ha a játékos lapjainak összértéke a 21-et meghaladja, akkor „besokall” és elveszíti a tétjét.

### Push
Ha a játékos és az osztó lapjainak összértéke egyforma, akkor a Push kifejezés a használatos az eredmény közlésére. Ez alól kivétel a Blackjack és a több lapból álló 21 közötti különbség.

### Blackjack
Ha a játékos, vagy az osztó első két lapjának összértéke pontosan 21, akkor azt Blackjack-nek nevezzük. Ez csak úgy lehetséges, ha az egyik lap Ász, a másik lap értéke pedig 10 (Király, Dáma, Bubi, vagy 10-es).

#### Blackjack tétrakási stratégiák
- Martingale tétrakási stratégia:

A játékos feltesz egy egységet és ha nyer, akkor a következő körben ugyanazt a tétet rakja meg. Azonban ha veszít, akkor a következő körben megduplázza a tétet, s mindaddíg így fog tenni amíg veszít. Ez a módszer nagy tőkét igényel a tökéletes működéshez, továbbá másik hátránya, hogy a blackjack asztalon pontosan meg van a határozva a maximálisan megtehető tétek nagysága. Tehát egy idő után már lehetetlen duplázni, s ezzel pedig a Martingale alapelve sérülne, nem beszélve a játékos veszteségeiről.
- Paroli tétrakási stratégia:

A Martingale rendszer ellentettjének is szokták nevezni, hiszen mindent pontosan fordítva kell csinálni. Avagy a játékos egy egységgel indít, és nem akkor duplázza tétjét amikor veszít, hanem amikor nyer. Kisebb tőkeigényű stratégia, illetve a többi taktikához mérten biztosabbnak, kiegyensúlyozottabbnak tartják.
- Blackjack alapstratégia

Blackjacket játszani nem csak egy, de akár nyolc paklival is lehet. A több paklis játszma a ház előnyét növeli, így kezdő játékosként érdemes egy paklival játszani, ezt nevezik "Single Deck"-nek. A Single Deck esetében csak 0,1% a ház előnye, a paklik számának emelésével ez akár 1,5% is lehet. Az alapstratégia a Single Deckhez kapcsolódik, és az ászok értékén alapul, ami érhet 11-et, de egyet is.
- Bankroll-management

A bankroll-management lényege a blackjack esetében is ugyanaz: minél kisebb kockázatvállalással játszani a játékot. Ahhoz, hogy ez sikerüljön tudatos játékra van szükség, tehát az önmagunk felé állított szabályokat is be kell tartanunk. Ilyen például, hogy az alapstratégia alapján játszunk, ugyanakkor személyes tétrakási-stratégiánkat is ki kell alakítsuk. A lehető legfontosabb, hogy tudjuk abbahagyni jókor a játékot, vagyis nem szabad hagyni, hogy érzelmeink befolyásoljanak minket.
- 21+3

Egy külön fogadási stratégia még a 21 + 3, amely főként az online Blackjack játékok esetében népszerű a játékosok körében. A fogadáshoz a játékos első két lapja és az osztó által felfordított lapja szükséges. Az ezekből a lapokból megtett fogadást a kiosztás előtt kell természetesen megrakni. A még vonzóbb Ebben a fogadási formában a játékos arra tesz fogadást, hogy az említett három lap kihozza-e a következő lehetőségek valamelyikét: flush, egy színsor vagy egy sor. 

## Magyar kártyával
A játékot magyar kártyával is lehet játszani.

## Híres nyeremények
Ken Uston a 70-es évek blackjack királya volt. Matematikai tudásával, hihetetlen intelligenciájával tett szert hatalmas nyereményekre, összesen 1 millió dollárra a USA-ban.